# Leichtathletik-Europameisterschaften 2016/400 m Hürden der Frauen

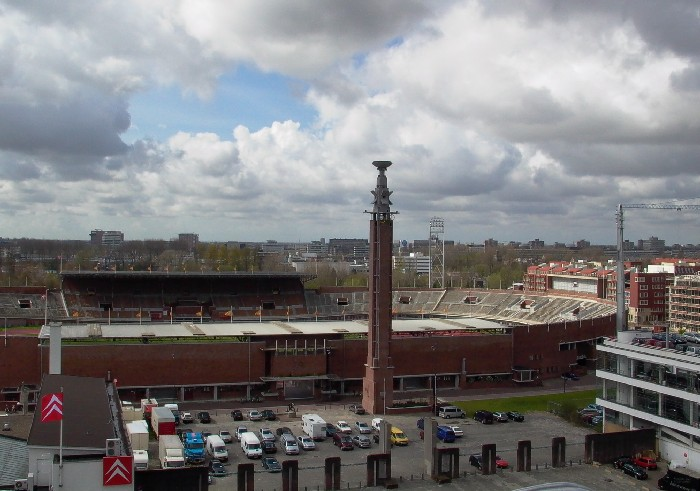
Das Olympiastadion in Amsterdam im Jahr 2005

Der 400-Meter-Hürdenlauf der Frauen bei den Leichtathletik-Europameisterschaften 2016 wurde vom 8. bis 10. Juli 2016 im Olympiastadion der niederländischen Hauptstadt Amsterdam ausgetragen.
Europameisterin wurde die Dänin Sara Slott Petersen. Den zweiten Rang belegte die Polin Joanna Linkiewicz. Die Schweizerin Léa Sprunger errang die Bronzemedaille.

## Rekorde

### Bestehende Rekorde
| Weltrekord           | 52,34 s | Julija Petschonkina | Tula, Russland        | 8. August 2003 |
| Europarekord         | 52,34 s | Julija Petschonkina | Tula, Russland        | 8. August 2003 |
| Meisterschaftsrekord | 52,92 s | Natalja Antjuch     | EM Barcelona, Spanien | 30. Juli 2010  |

Der bestehende EM-Rekord wurde bei diesen Europameisterschaften nicht erreicht. Im schnellsten Rennen, dem Finale, blieb die dänische Europameisterin Sara Slott Petersen mit ihrer Siegzeit von 55,12 s 2,20 s über dem Rekord blieb. Zum Welt- und Europarekord fehlten ihr 2,78 s.

### Rekordverbesserung
Es wurde ein neuer Landesrekord aufgestellt:

55,79 s – Amalie Hammild Iuel (Norwegen), zweites Halbfinale am 9. Juli

## Durchführung
Für diese Disziplin kam zum ersten Mal ein neuer Austragungsmodus zur Anwendung. Die elf stärksten Athletinnen der europäischen Jahresbestenliste mussten in der Vorrunde noch nicht antreten, sondern stiegen erst im Halbfinale ein.

## Legende
Kurze Übersicht zur Bedeutung der Symbolik – so üblicherweise auch in sonstigen Veröffentlichungen verwendet:
| NR    | Nationaler Rekord                                                                                     |
| NU23R | Nationaler U23-Rekord                                                                                 |
| DSQ   | disqualifiziert                                                                                       |
| DOP   | wegen Dopingvergehens disqualifiziert                                                                 |
| IWR   | Internationale Wettkampfregeln                                                                        |
| TR    | Technische Regeln                                                                                     |
| ‡     | eine der elf schnellsten Hürdenläuferinnen der Jahresbestenliste (Markierung verwendet im Halbfinale) |

## Vorrunde
5. Juli 2016, 17:35 Uhr
Die Vorrunde wurde in vier Läufen durchgeführt. Die ersten beiden Athletinnen pro Lauf – hellblau unterlegt – sowie die darüber hinaus fünf zeitschnellsten Läuferinnen – hellgrün unterlegt – qualifizierten sich für das Halbfinale.

### Vorlauf 1

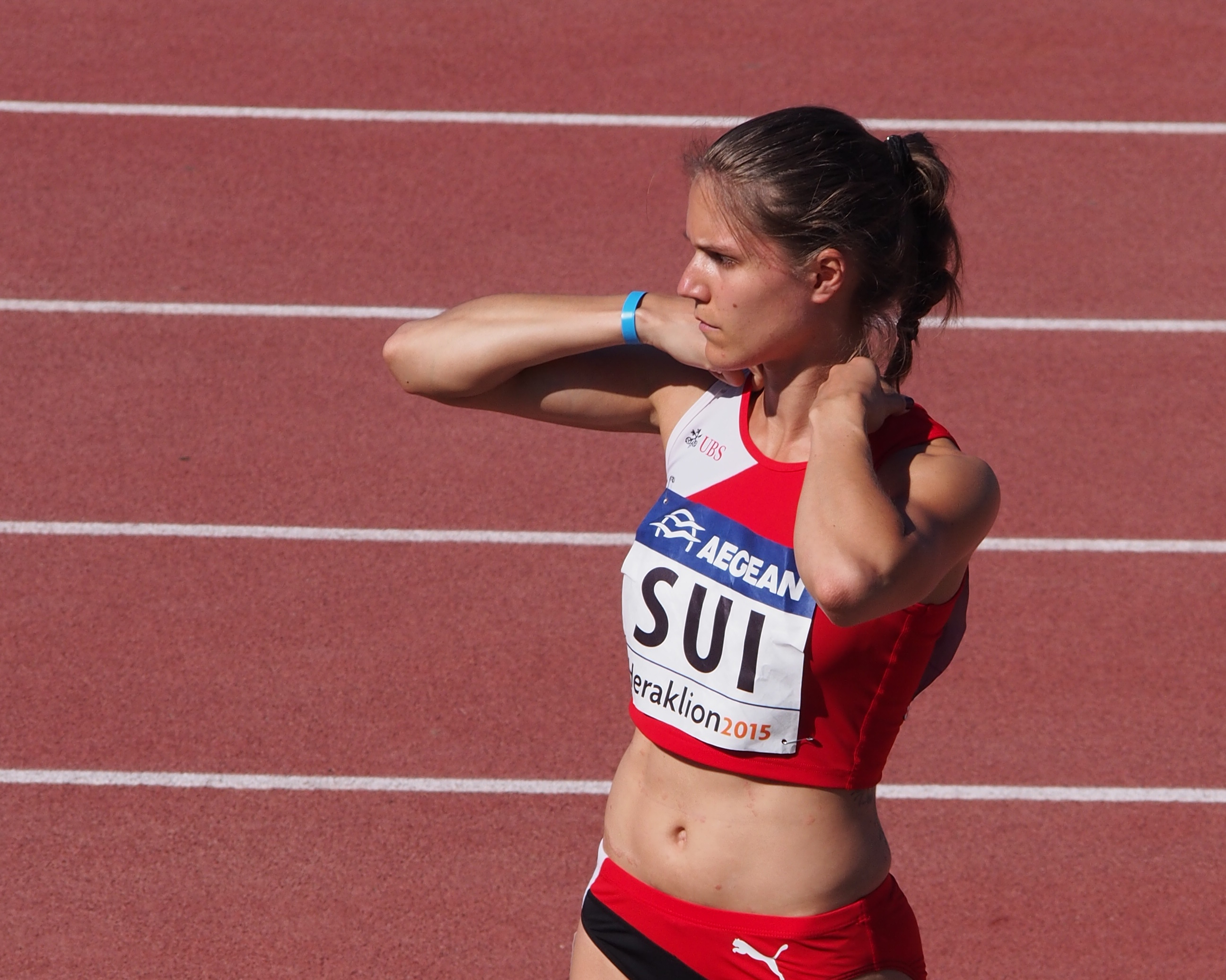
Robine Schürmann schied als Vierte ihres Vorlaufs in 57,91 s aus

8. Juli 2016, 14:15 Uhr
| Platz | Name                | Nation     | Zeit (s) |
| ----- | ------------------- | ---------- | -------- |
| 1     | Amalie Hammild Iuel | Norwegen   | 56,98    |
| 2     | Līga Velvere        | Lettland   | 57,38    |
| 3     | Vera Barbosa        | Portugal   | 57,83    |
| 4     | Robine Schürmann    | Schweiz    | 57,91    |
| 5     | Maeva Contion       | Frankreich | 58,31    |
| 6     | Alena Hrusoci       | Kroatien   | 58,98    |

### Vorlauf 2

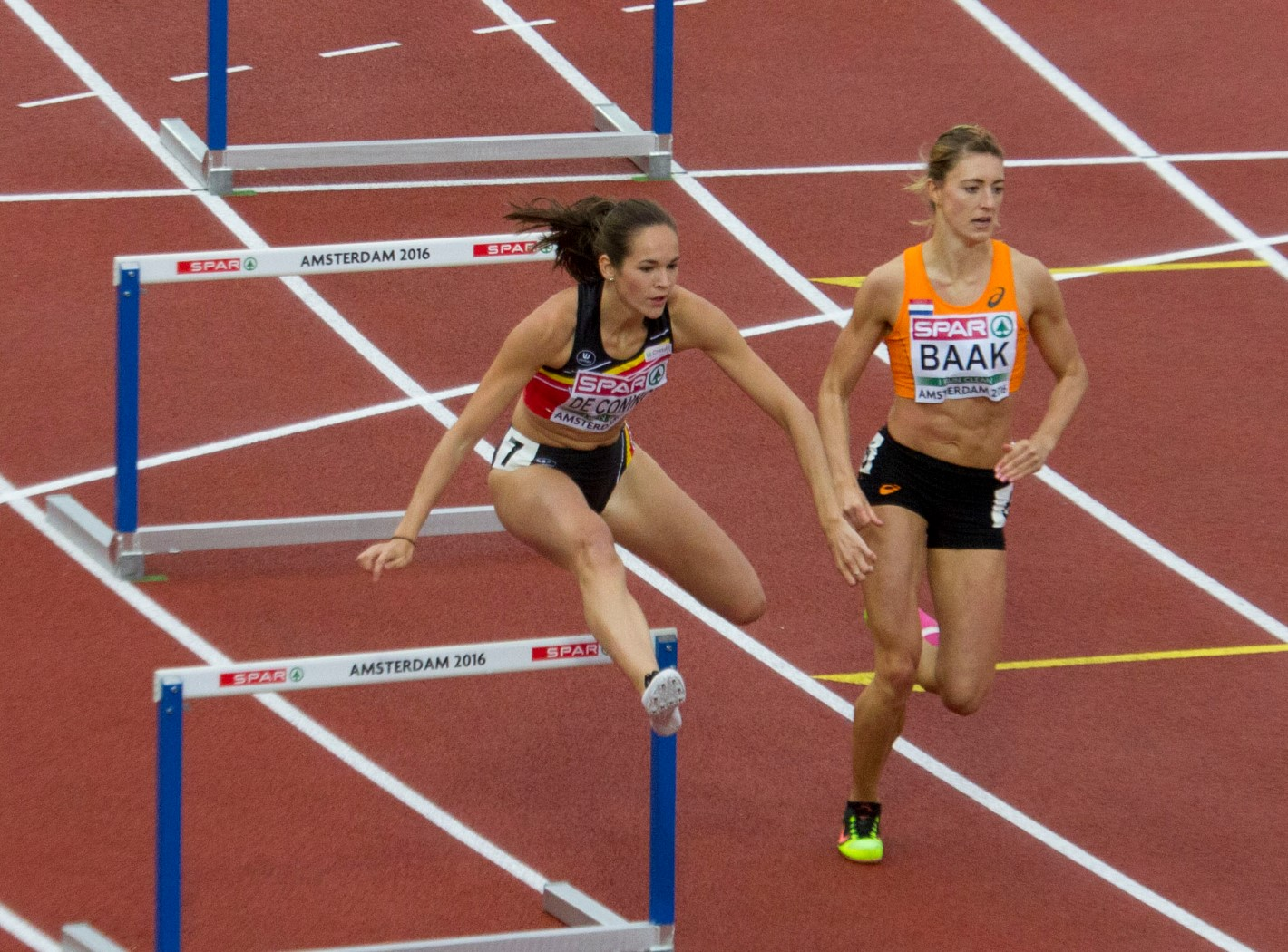
Zweiter Vorlauf: Nenah De Coninck (links) und Bianca Baak

8. Juli 2016, 14:23 Uhr
| Platz | Name                         | Nation      | Zeit            |
| ----- | ---------------------------- | ----------- | --------------- |
| 1     | Bianca Baak                  | Niederlande | 0056,88 s       |
| 2     | Arna Stefanía Gudmundsdóttir | Island      | 0057,14 s NU23R |
| 3     | Nenah De Coninck             | Belgien     | 0057,45 s       |
| 4     | Petra Fontanive              | Schweiz     | 0057,49 s       |
| 5     | Tina Matusińska              | Polen       | 0059,22 s       |
| 6     | Anniina Laitinen             | Finnland    | 1:01,56 min     |

### Vorlauf 3

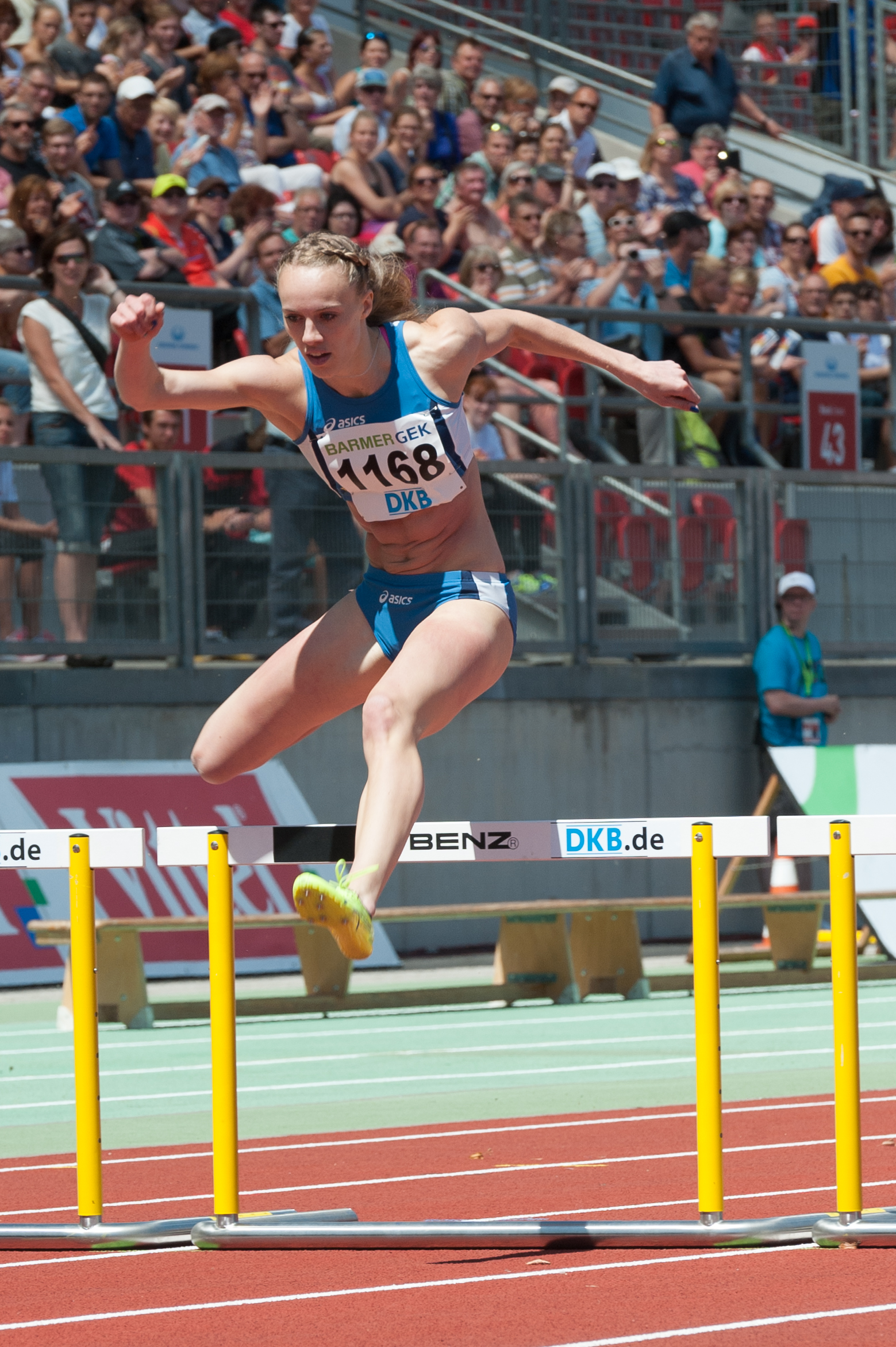
Jackie Baumann scheiterte in 58,17 s

8. Juli 2016, 14:31 Uhr
| Platz | Name              | Nation      | Zeit (s) |
| ----- | ----------------- | ----------- | -------- |
| 1     | Stina Troest      | Dänemark    | 56,32    |
| 2     | Aurélie Chaboudez | Frankreich  | 56,69    |
| 3     | Hilla Uusimäki    | Finnland    | 57,59    |
| 4     | Tereza Vokálová   | Tschechien  | 57,97    |
| 5     | Jackie Baumann    | Deutschland | 58,17    |
| 6     | Frida Persson     | Schweden    | 58,26    |

### Vorlauf 4

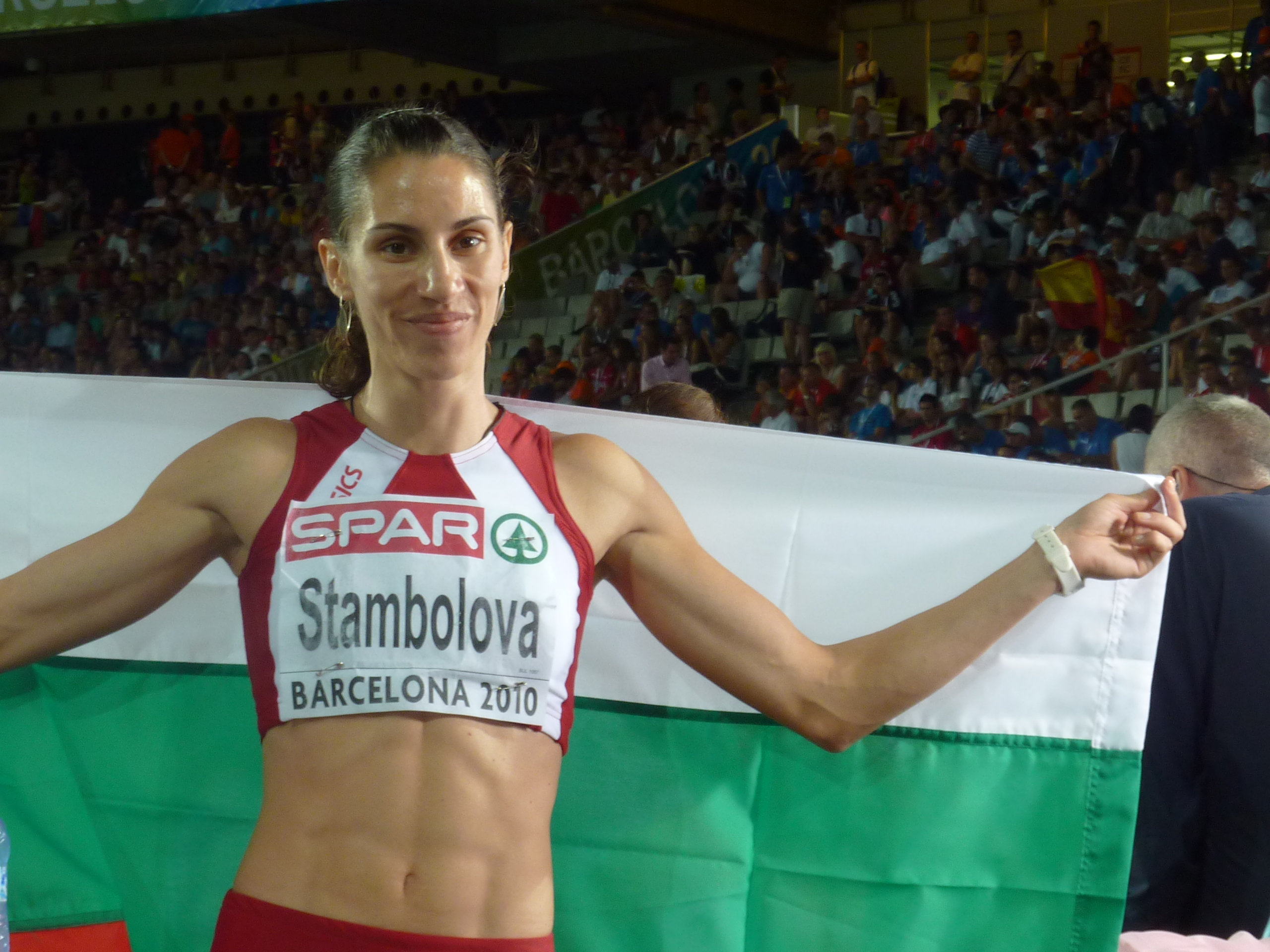
Wanja Stambolowa wurde wegen eines Fehlers bei der Hürdenüberquerung disqualifiziert

8. Juli 2016, 14:39 Uhr
| Platz | Name              | Nation     | Zeit                                      |
| ----- | ----------------- | ---------- | ----------------------------------------- |
| 1     | Emilia Ankiewicz  | Polen      | 0056,43 s                                 |
| 2     | Phara Anacharsis  | Frankreich | 0056,95 s                                 |
| 3     | Lucie Slanícková  | Slowakei   | 0057,55 s                                 |
| 4     | Christine McMahon | Irland     | 0057,73 s                                 |
| 5     | Elif Gören        | Türkei     | 0050,40 s                                 |
| 6     | Drita Islami      | Mazedonien | 1:02,36 min                               |
| DSQ   | Wanja Stambolowa  | Bulgarien  | IWR 168, TR22.6 – Regelverstoß Hürdenlauf |

## Halbfinale
6. Juli 2016, 17:35 Uhr
Aus den drei Halbfinalläufen qualifizierten sich die jeweils ersten beiden Athletinnen – hellblau unterlegt – sowie die darüber hinaus zwei zeitschnellsten Läuferinnen – hellgrün unterlegt – für das Finale.

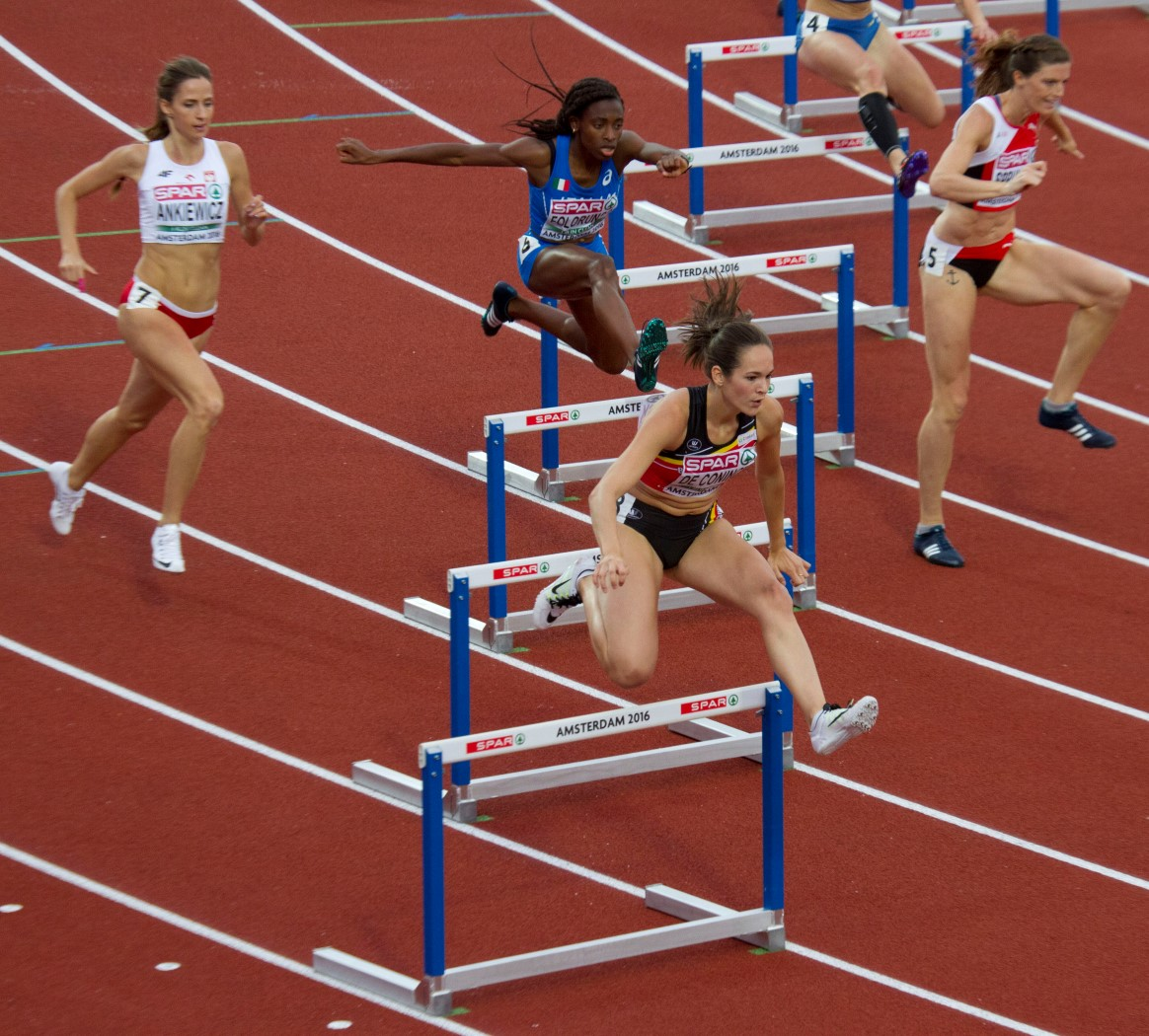
Erstes Semifinale, ausgangs der Zielkurve: Nenah De Coninck (zzt. führende Position), Emilia Ankiewicz (7, in Weiß), Ayomide Folorunso (in Blau), Léa Sprunger (5, blau-weiß)

### Lauf 1
9. Juli 2016, 20:20 Uhr
| Platz | Name                    | Nation     | Zeit (s) |
| ----- | ----------------------- | ---------- | -------- |
| 1     | Léa Sprunger ‡          | Schweiz    | 55,72    |
| 2     | Ayomide Folorunso ‡     | Italien    | 55,87    |
| 3     | Emilia Ankiewicz        | Polen      | 56,05    |
| 4     | Olena Kolesnytschenko ‡ | Ukraine    | 56,84    |
| 5     | Aurélie Chaboudez       | Frankreich | 57,50    |
| 6     | Nenah De Coninck        | Belgien    | 57,73    |
| 7     | Hilla Uusimäki          | Finnland   | 57,76    |
| 8     | Vera Barbosa            | Portugal   | 57,92    |

Im ersten Halbfinale ausgeschiedene Läuferinnen:

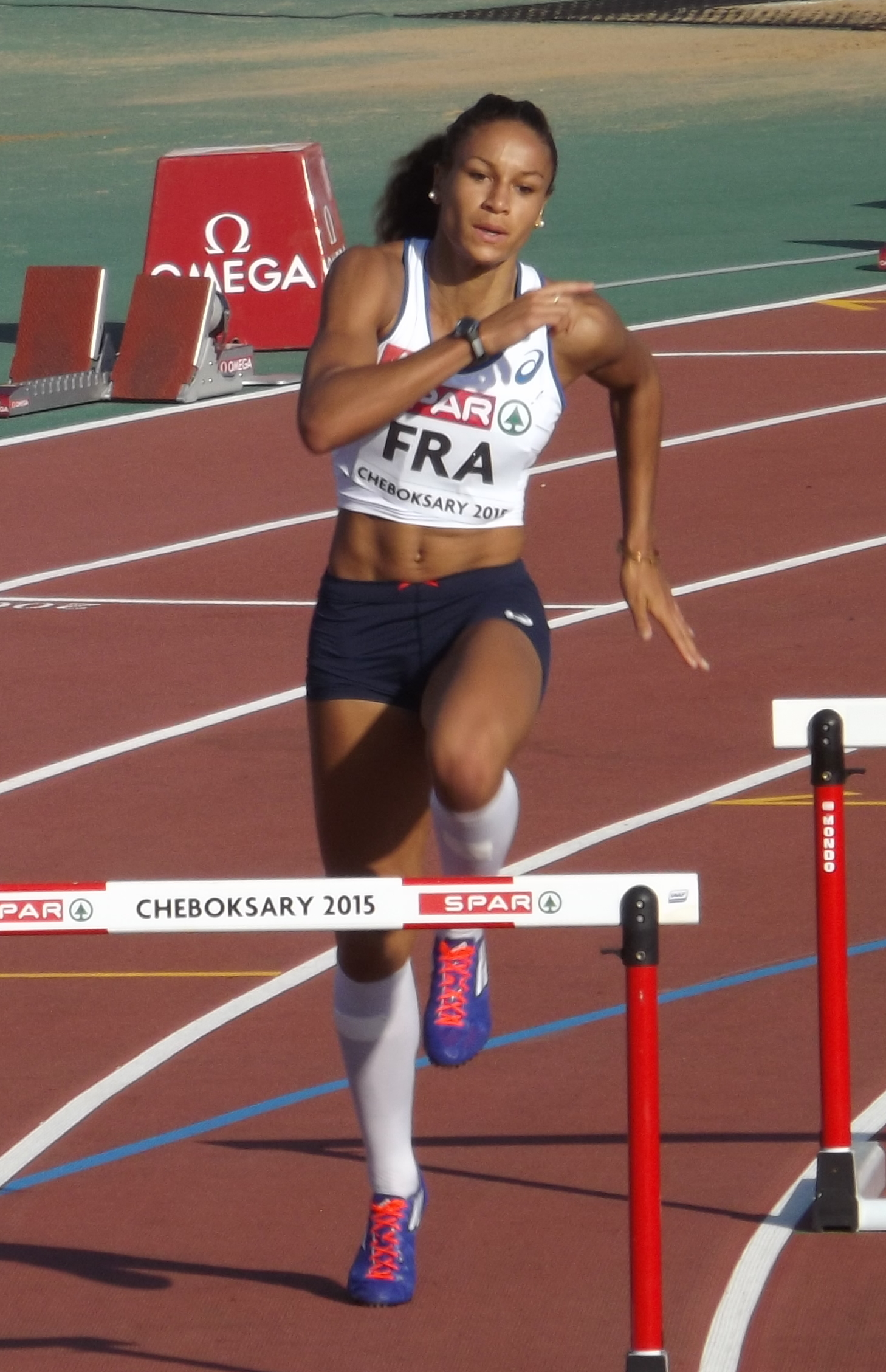
Aurélie Chaboudez – Rang fünf in 57,5 s
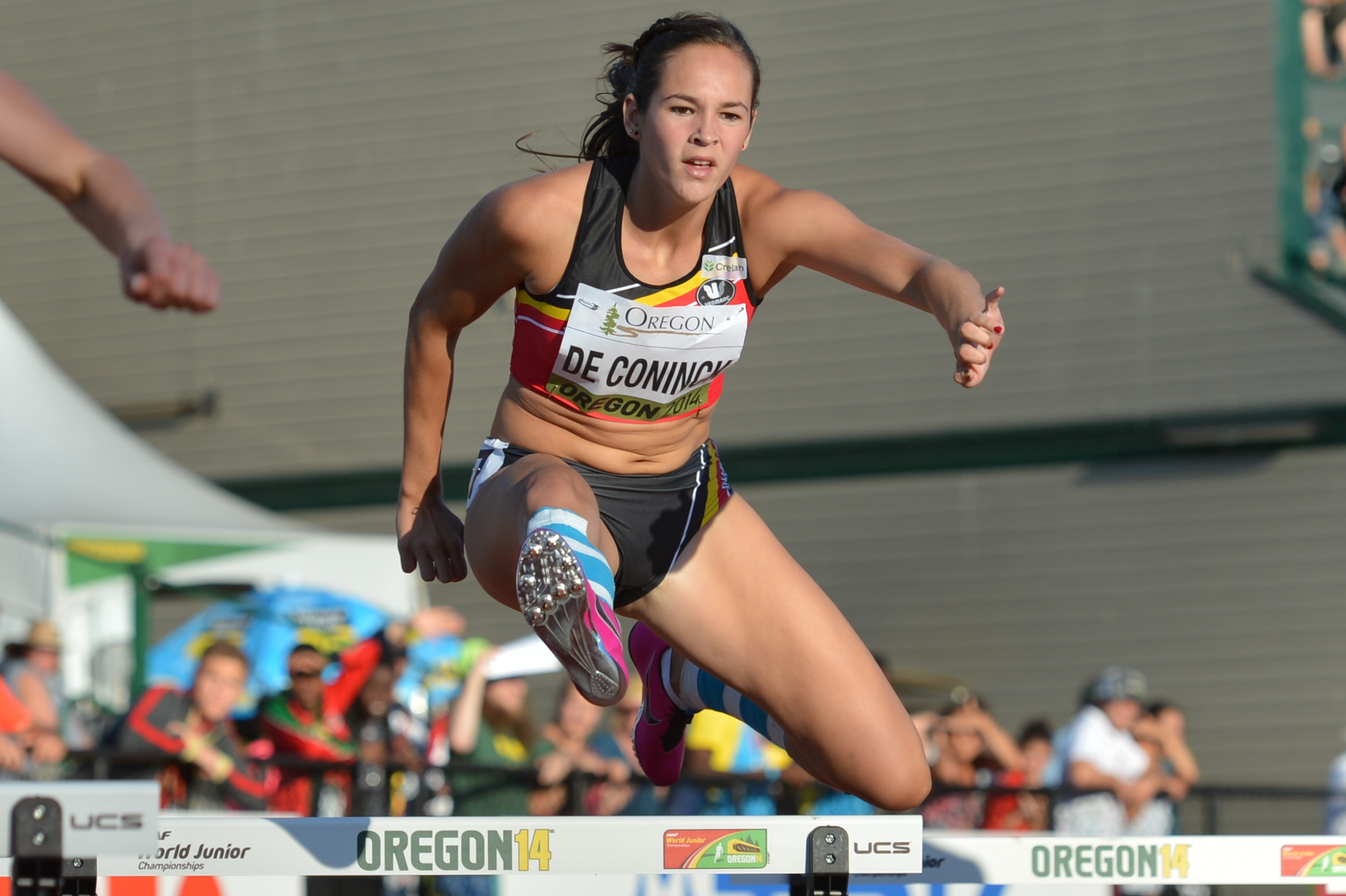
Nenah De Coninck – Rang sechs in 57,73 s
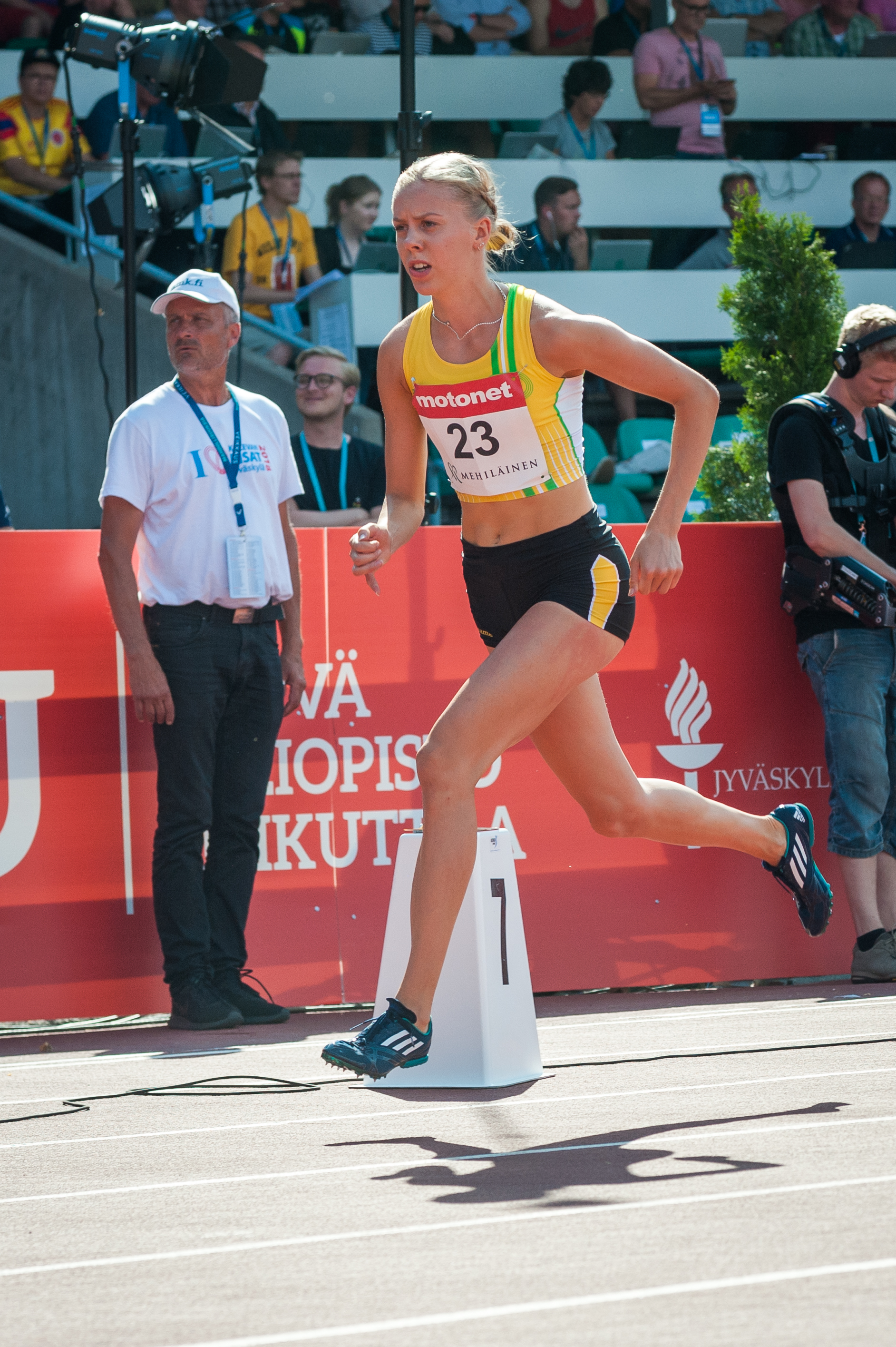
Hilla Uusimäki – Rang sieben in 57,76 s
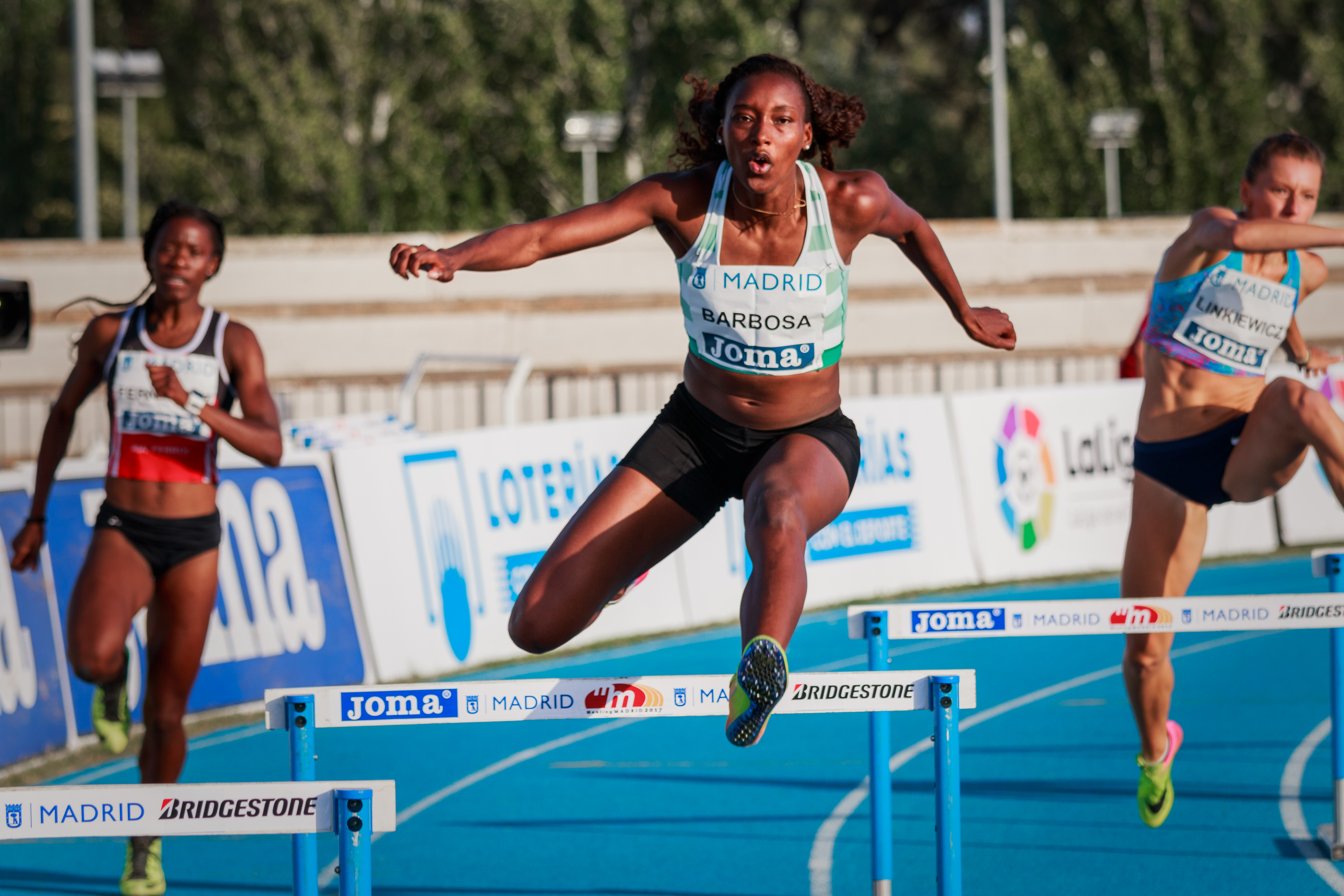
Vera Barbosa (Mitte) – Rang acht in 57,92 s

### Lauf 2

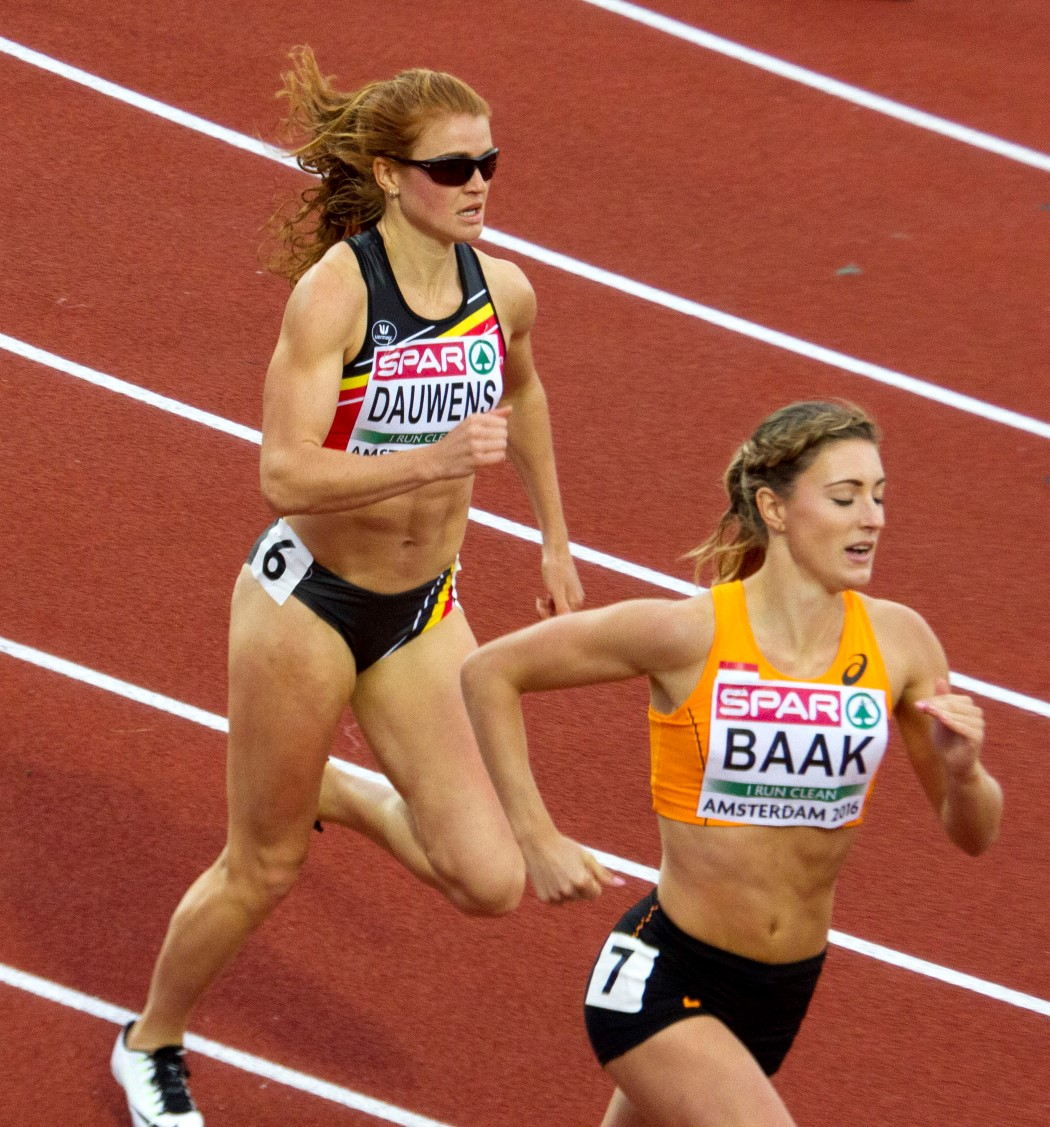
Zweites Semifinale: Bianca Baak (ausgeschieden) und Axelle Dauwens (ausgeschieden)
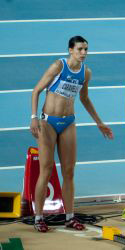
Marzia Caravelli – als Fünfte in 56,45 s ausgeschieden
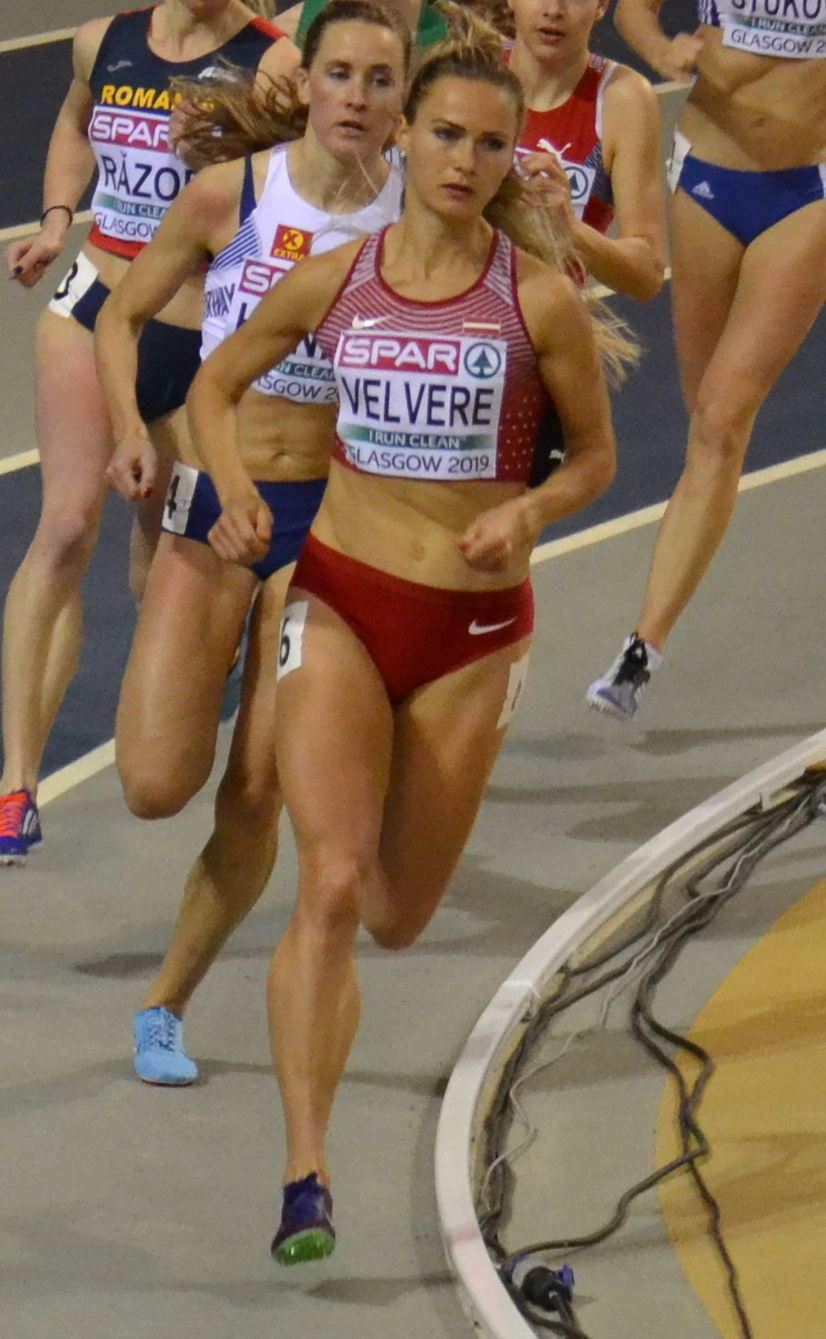
Līga Velvere – als Siebte in 57,11 s ausgeschieden

9. Juli 2016, 20:28 Uhr
| Platz | Name                         | Nation      | Zeit (s)       |
| ----- | ---------------------------- | ----------- | -------------- |
| 1     | Sara Slott Petersen ‡        | Dänemark    | 55,59          |
| 2     | Amalie Hammild Iuel          | Norwegen    | 55,79 NR/NU23R |
| 3     | Wiktorija Tkatschuk ‡        | Ukraine     | 56,17          |
| 4     | Bianca Baak                  | Niederlande | 56,34          |
| 5     | Marzia Caravelli ‡           | Italien     | 56,45          |
| 6     | Axelle Dauwens ‡             | Belgien     | 56,62          |
| 7     | Līga Velvere                 | Lettland    | 57,11          |
| 8     | Arna Stefanía Gudmundsdóttir | Island      | 57,24          |

### Lauf 3

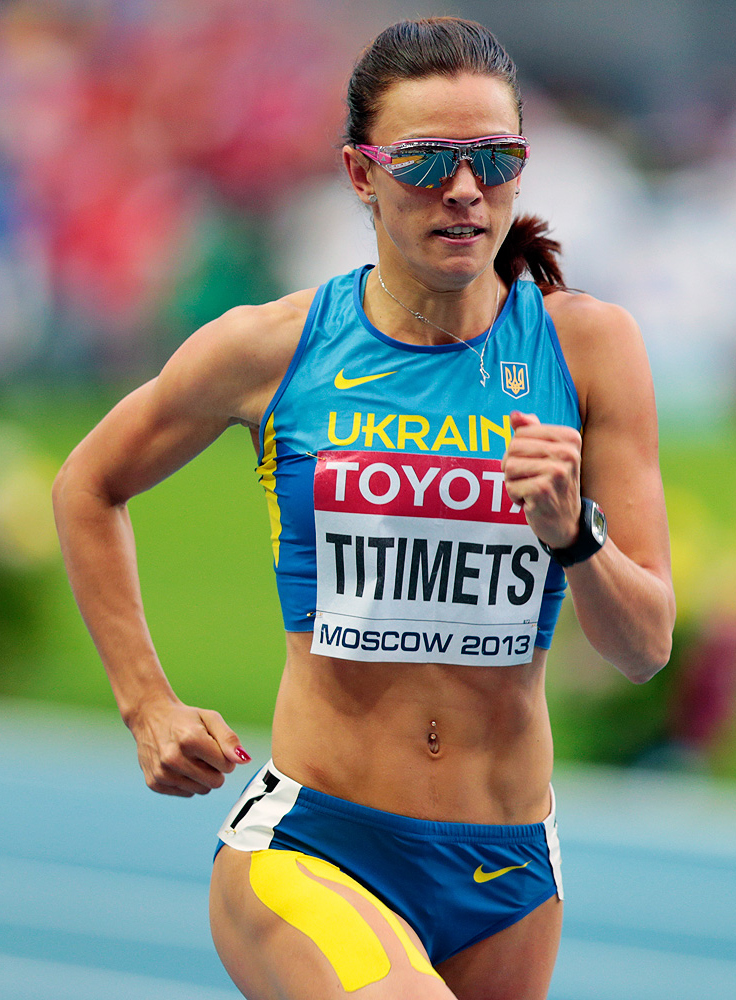
Hanna Titimez, 2014 Vizeeuropameisterin – als Vierte in 56,18 s ausgeschieden
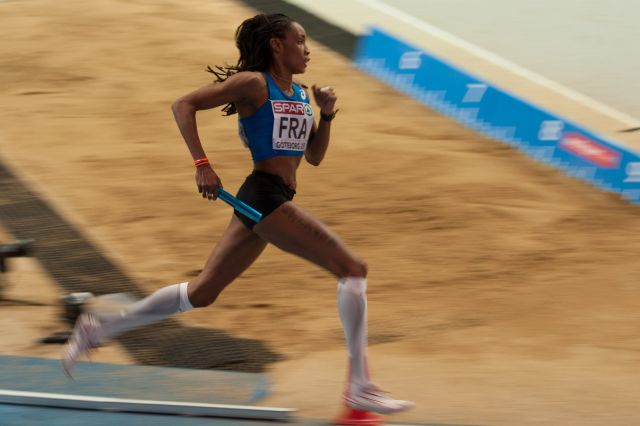
Phara Anacharsis – als Sechste 57,05 s ausgeschieden
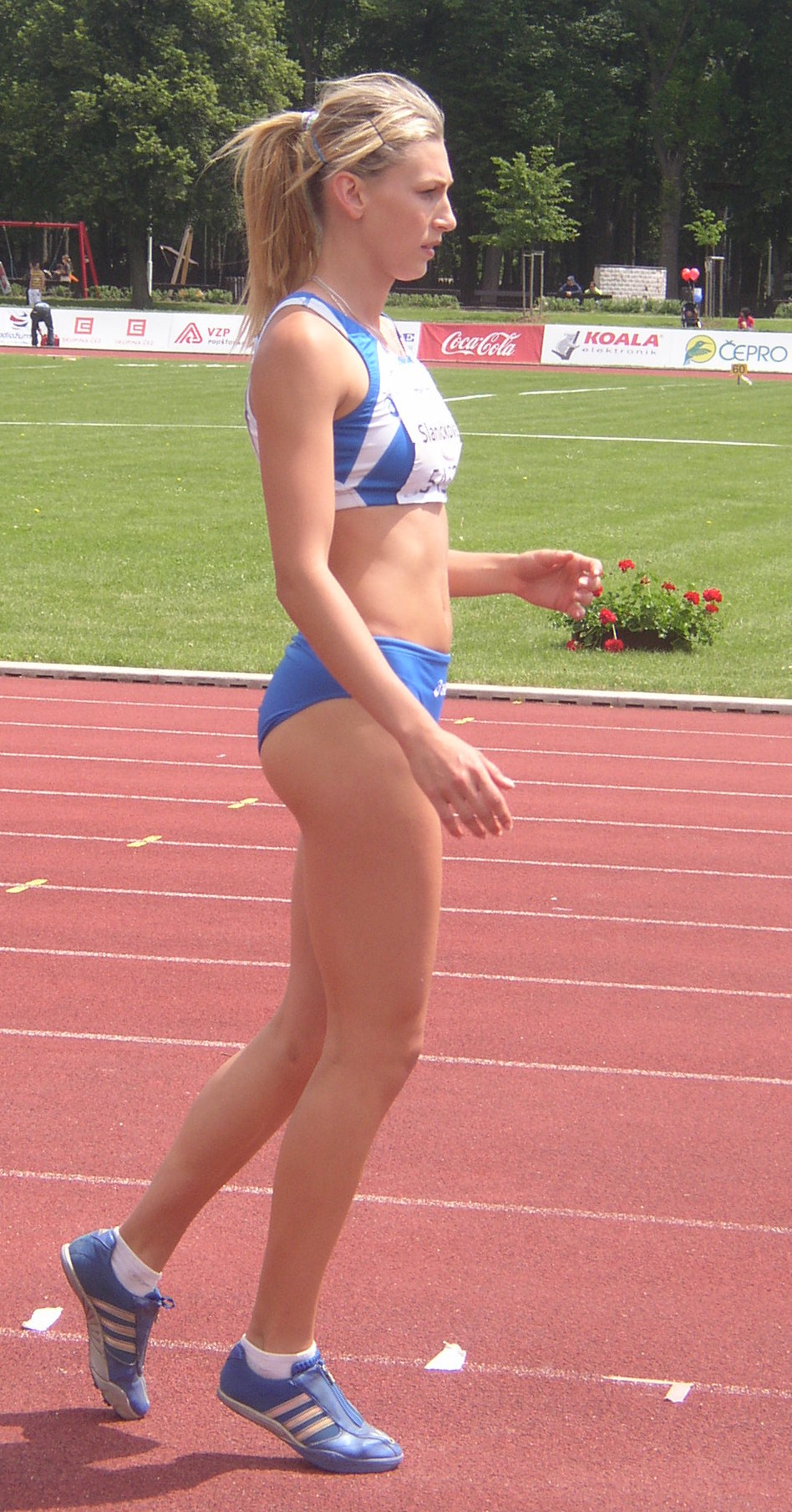
Lucie Slanícková, spätere Lucia Vadlejch – als Achte in 57,86 s ausgeschieden

9. Juli 2016, 20:36 Uhr
| Platz | Name                     | Nation     | Zeit (s) |
| ----- | ------------------------ | ---------- | -------- |
| 1     | Joanna Linkiewicz ‡      | Polen      | 55,54    |
| 2     | Kazjaryna Belanowitsch ‡ | Belarus    | 55,82    |
| 3     | Stina Troest             | Dänemark   | 56,03    |
| 4     | Hanna Titimez ‡          | Ukraine    | 56,18    |
| 5     | Christine McMahon        | Irland     | 56,87    |
| 6     | Phara Anacharsis         | Frankreich | 57,05    |
| 7     | Petra Fontanive ‡        | Schweiz    | 57,42    |
| 8     | Lucie Slanícková         | Slowakei   | 57,86    |

## Finale

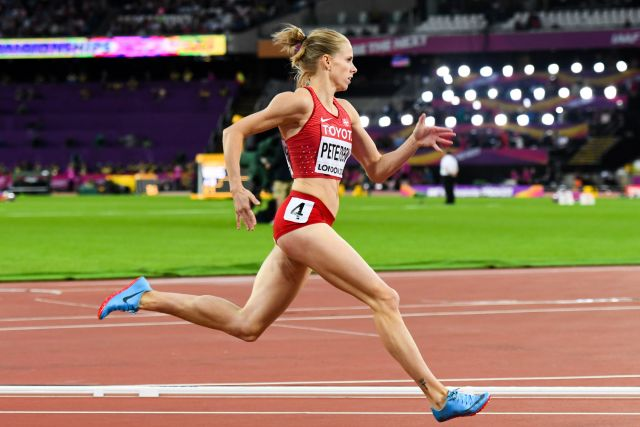
Europameisterin Sara Slott Petersen – im selben Jahr Olympiazweite
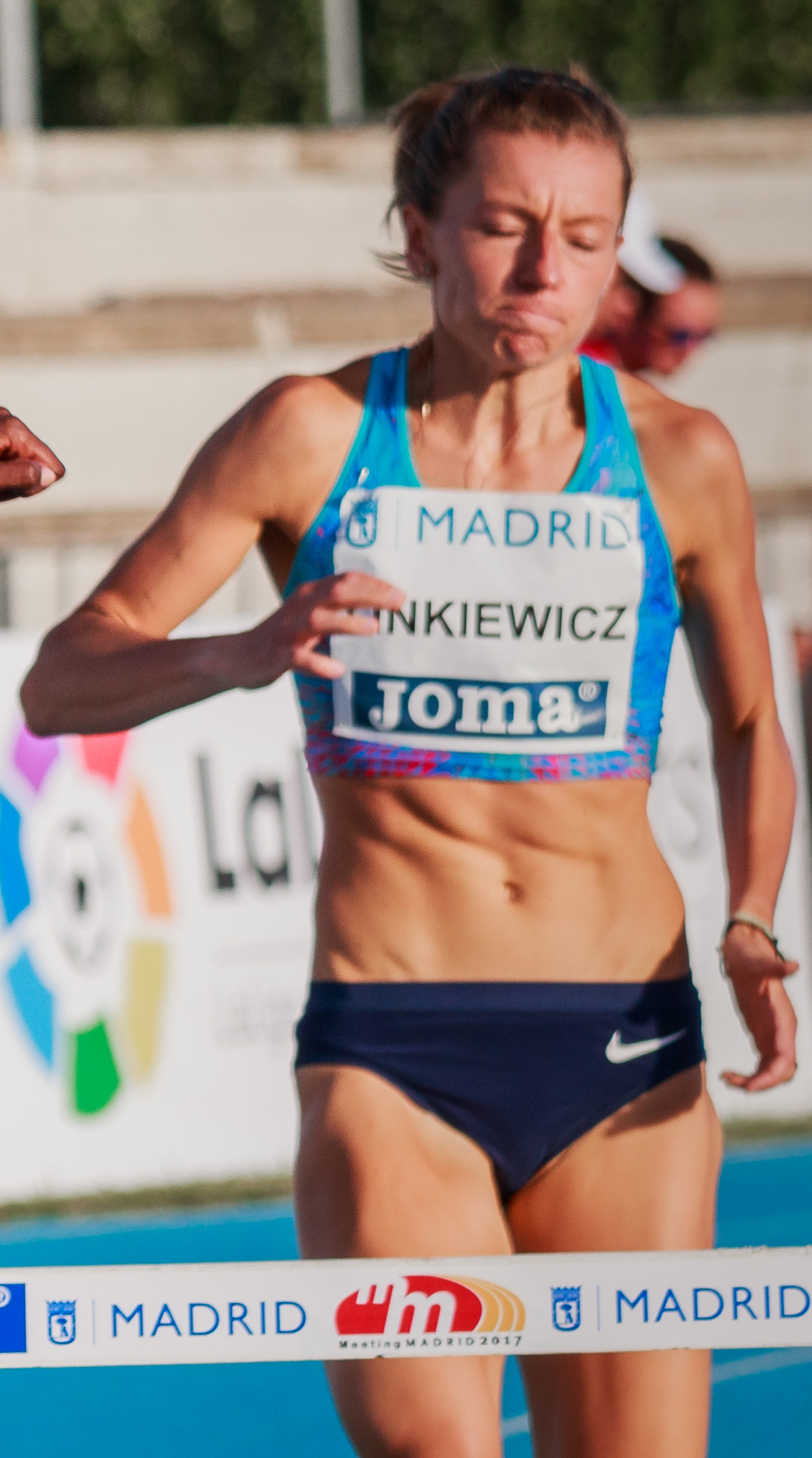
Vizeeuropameisterin Joanna Linkiewicz
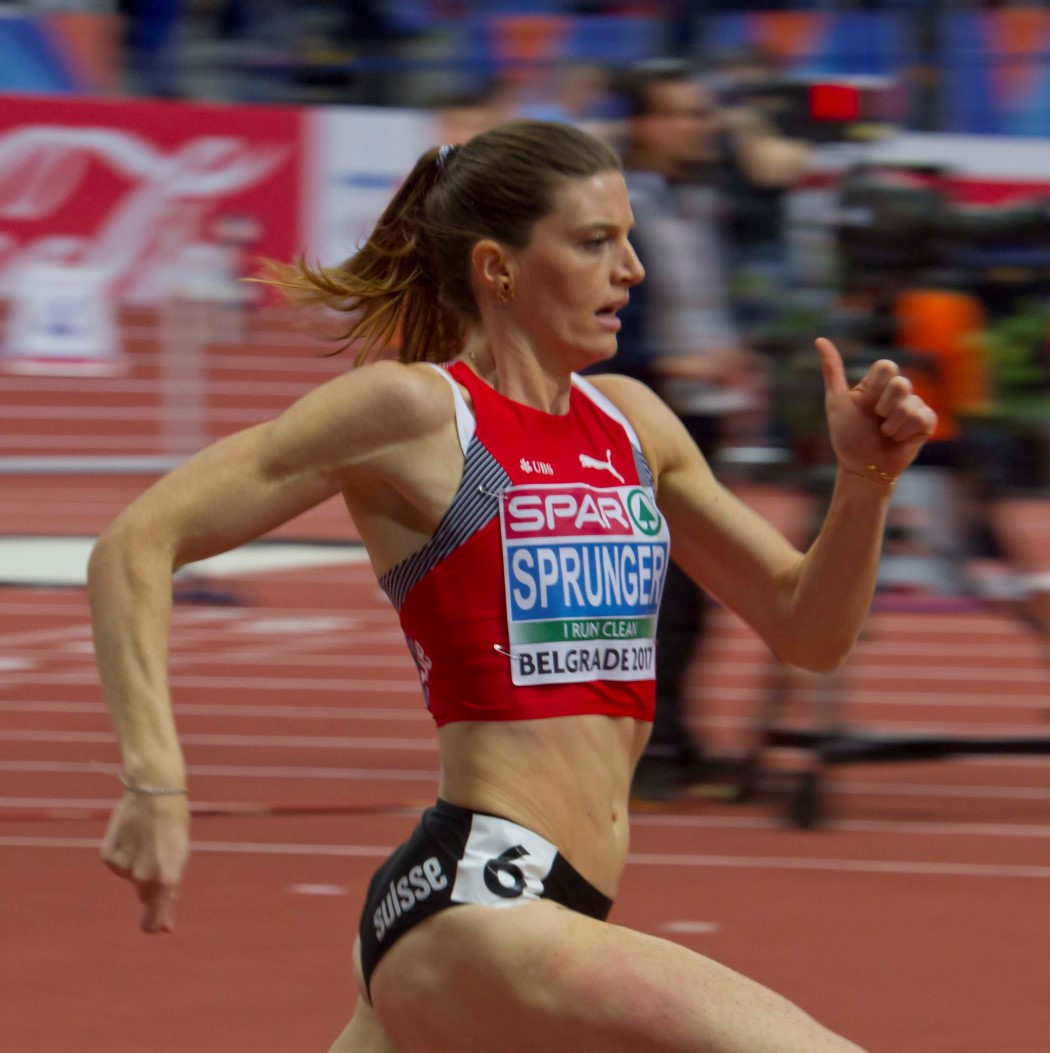
Bronzemedaillengewinnerin Léa Sprunger

10. Juli 2016, 17:05 Uhr
| Platz | Name                   | Nation   | Zeit (s)    |
| ----- | ---------------------- | -------- | ----------- |
| 1     | Sara Slott Petersen    | Dänemark | 55,12       |
| 2     | Joanna Linkiewicz      | Polen    | 55,33       |
| 3     | Léa Sprunger           | Schweiz  | 55,41       |
| 4     | Ayomide Folorunso      | Italien  | 55,50 NU23R |
| 5     | Kazjaryna Belanowitsch | Belarus  | 56,10       |
| 6     | Amalie Hammild Iuel    | Norwegen | 56,24       |
| 7     | Stina Troest           | Dänemark | 56,34       |
| 8     | Emilia Ankiewicz       | Polen    | 57,31       |

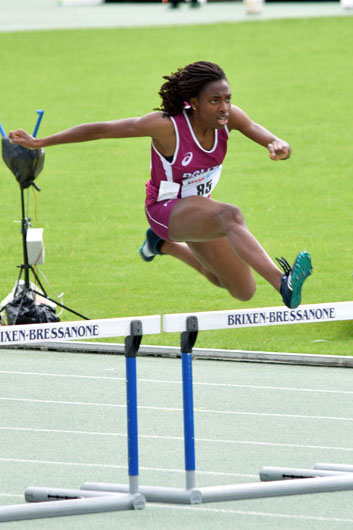
Ayomide Folorunso belegte Rang vier
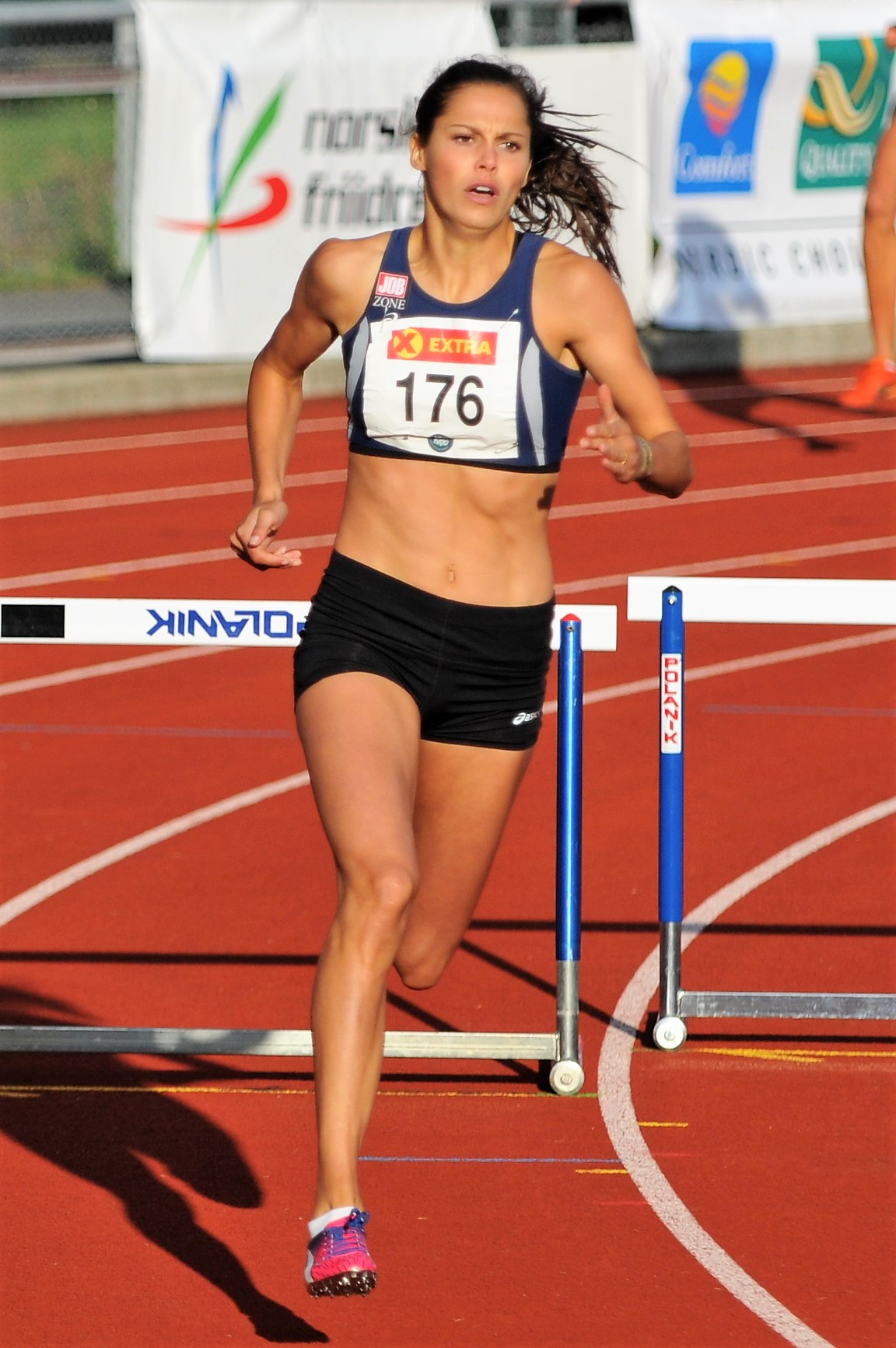
Amalie Hammild Iuel kam auf den sechsten Platz
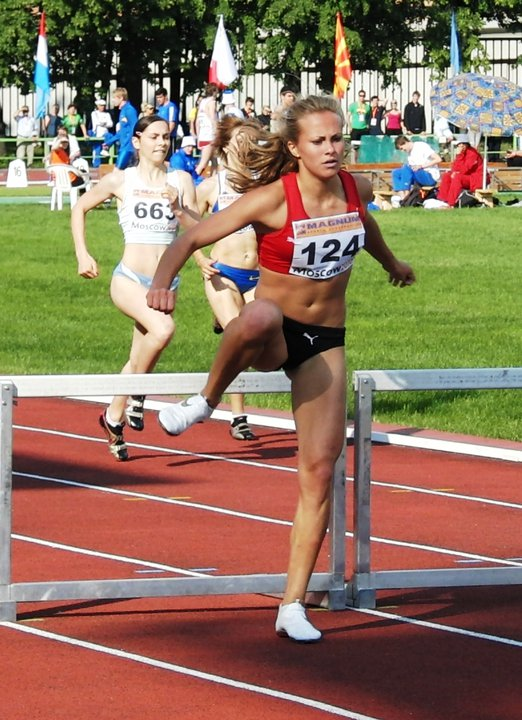
Die siebtplatzierte Stina Troest
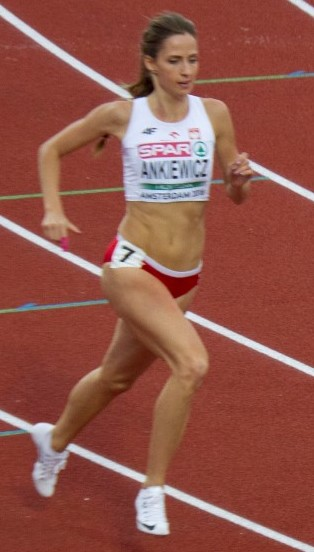
Rang acht für Emilia Ankiewicz

## Videolink
- 400m Hurdles Women's Final - European Athletics Championships 2016, youtube.com, abgerufen am 24. März 2023